# 瓜達盧普 (安蒂奧基亞省)
6°49′3″N 75°14′39″W / 6.81750°N 75.24417°W

瓜達盧普（西班牙語：Guadalupe），是哥倫比亞的城鎮，位於該國西北部安蒂奧基亞省，面積87平方公里，距離麥德林112公里，海拔高度1,875米，2002年人口6,286，人口密度每平方公里72人。